# Řevničov
Řevničov település Csehországban, Rakovníki járásban. Řevničov Ruda, Třtice, Lužná, Kalivody, Bdín, Nové Strašecí, Třeboc, Kroučová, Krušovice, Mšecké Žehrovice és Hředle településekkel határos. Lakosainak száma 1452 fő (2024. január 1.).

## Népesség
A település lakosságának változását az alábbi diagram mutatja:
| Lakosok száma | 1424 | 1641 | 1717 | 1522 | 1461 | 1407 | 1344 | 1328 | 1403 | 1452 |
|               | 1869 | 1900 | 1921 | 1961 | 1980 | 2011 | 2016 | 2019 | 2021 | 2024 |